# Francisco Villota
Francisco Villota (Madrid, 18 de novembro de 1873 — Madrid, 1949) foi um atleta espanhol que competiu em provas de pelota basca pela nação.
Amézola é o detentor de uma medalha olímpica, conquistada na edição francesa, os Jogos de Paris, em 1900. Nesta ocasião, superou a única dupla rival, francesa, para encerrar, ao lado do companheiro José de Amézola y Aspizúa, como campeão da primeira e última edição do esporte nos Jogos Olímpicos.